# جاليكلا (دابوي الجنوبي)
جالیکلا (بالفارسية: جالیکلا) هي قرية تقع في إيران في قسم دابوي الجنوبی الريفي. يقدر عدد سكانها بـ 264 نسمة بحسب إحصاء 2016.